# Mazan
Mazan é uma comuna francesa na região administrativa da Provença-Alpes-Costa Azul, no departamento de Vaucluse. Estende-se por uma área de 37.92 km². Em 2010 a comuna tinha 6 283 habitantes (densidade: 165,7 hab./km²).